# Donny Montell
Donny Montell er en litauisk sanger. Han repræsenterede Litauen i Eurovision Song Contest 2012 og 2016.
| Musik | Spire Denne musikartikel er en spire som bør udbygges. Du er velkommen til at hjælpe Wikipedia ved at udvide den. |